# تريسي غريفيث
تريسي غريفيث (بالإنجليزية: Tracy Griffith)‏ هي طاهية وممثلة أمريكية، ولدت في 19 أكتوبر 1965 بنيويورك في الولايات المتحدة.

## أعمال

### أفلام
- (1992) أروع ساعة

## وصلات خارجية
- تريسي غريفيث على موقع IMDb (الإنجليزية)
- تريسي غريفيث على موقع قاعدة بيانات الفيلم (الإنجليزية)